# Podtatranská kotlina
Podtatranská kotlina je geomorfologický celek na severu Slovenska, je součástí provincie Západní Karpaty, subprovincie Vnitřní Západní Karpaty a Fatransko-tatranské oblasti. Patří mezi vysoce položené kotliny Slovenska. Nejvyšším bodem je vrch Rakytovec (1325,4 m n. m.) v Tatranském podhorí.

## Sousední celky
Hraničí s následujícími geomorfologickými celky. Na severu jsou to Chočské vrchy, Tatry a Spišská Magura, na východě Levočské vrchy, na jihovýchodě Hornádská kotlina, na jihu Kozie chrbty a Nízké Tatry a na západě Veľká Fatra.

## Členění
Člení se na tři podcelky:
- Tatranské podhorie na severu
- Liptovská kotlina v západní části
- Popradská kotlina ve východní části.

Hranice mezi Liptovskou a Popradskou kotlinou je zároveň rozvodím mezi Černým mořem (Biely Váh) a Baltským mořem (řeka Poprad).